# أنيلي يآتينماكي
أنـّيلي يآتـّينماكي (Anneli Jäätteenmäki؛ لابوا، 11 فبراير 1955م) أول امرأة تتولى رئاسة وزراء فنلندا، وقد شغلت المنصب من 17 أبريل 2003 إلى 24 يونيو 2003م.
حاصلة على ماجستير في القانون، وعملت محامية في الفترة من 1981 حتى 1987م، عند انتخابها للبرلمان الفنلندي (الإدوسكونتا). كانت يآتينماكي وزيرةً للعدل بين عامي 1994-1995م. وكانت زعيمةً لحزب الوسط الفنلندي من 18 يونيو 2000 حتى 5 أكتوبر 2003م، رغم أنها في السنة الأولى كانت قائمة بأعمال الرئيس إسكو أهو خلال إجازة تفرغ علمي لإلقاء محاضرة في جامعة هارفارد.

## روابط خارجية
- أنيلي يآتينماكي على موقع IMDb (الإنجليزية)
- أنيلي يآتينماكي على موقع الموسوعة البريطانية (الإنجليزية)
- أنيلي يآتينماكي على موقع مونزينجر (الألمانية)